# Liga de Campeones de Baloncesto 2018-19
La Liga de Campeones de Baloncesto 2018-19 (en inglés Basketball Champions League) fue la tercera edición del torneo a nivel de clubes e instituciones del baloncesto europeo gestionada por FIBA. La competición comenzó el 20 de septiembre de 2018 con las rondas clasificatorias y terminó el 5 de mayo de 2019.

## Equipos clasificados
Nota: se excluirán los equipos que tengan plaza en la Euroleague y Eurocup.
| Fase de grupos                | Fase de grupos                | Fase de grupos                   | Fase de grupos            |
| ----------------------------- | ----------------------------- | -------------------------------- | ------------------------- |
| Le Mans Sarthe (1º)           | Promitheas (4º)               | Iberostar Tenerife (8º)          | Beşiktaş Sompo Japan (5º) |
| SIG Strasbourg (3º)           | AEK AthensC (5º)              | Montakit Fuenlabrada (9º)        | Filou Oostende (1º)       |
| JDA Dijon (5º)                | Umana Reyer VeneziaCEF (3º)   | Hapoel Unet Holon (2º)           | Ventspils (1º)            |
| MHP Riesen Ludwigsburg (3º)   | Sidigas Scandone (5º)         | Hapoel Bank Yahav Jerusalem (3º) | Anwil Włocławek (1º)      |
| Brose Bamberg (4º)            | Virtus Segafredo Bologna (9º) | Neptūnas (3º)                    | Petrol Olimpija (1º)      |
| Telekom Baskets Bonn (5º)     | ČEZ Nymburk (1º)              | Lietkabelis (4º)                 |                           |
| PAOK (3º)                     | Opava (2º)                    | Banvit (4º)                      |                           |
| Tercera fase de clasificación |                               |                                  |                           |
| JIP Pardubice (3º)            | Nanterre 92 (7º)              | Sakarya Büyükşehir (8º)          |                           |
| UCAM Murcia (10º)             | medi Bayreuth (6º)            |                                  |                           |
| Primera fase de clasificación |                               |                                  |                           |
| Telenet Giants Antwerp (2º)   | Petrolina AEK Larnaca (1º)    | Aris (9º)                        | Donar (1º)                |
| Proximus Spirou (3º)          | Bakken Bears (1º)             | Szolnoki Olaj (1º)               | Polski Cukier Toruń (3º)  |
| Avtodor Saratov (6º)          | Movistar Estudiantes (11º)    | Hapoel SP Tel Aviv (4º)          | Porto (2º)                |
| Nizhny Novgorod (7º)          | Karhu (1º)                    | Red October Cantù (7º)           | Oradea (1º)               |
| Tsmoki-Minsk (1º)             | Leicester Riders (1º)         | Z-Mobile Prishtina (2º)          | Norrköping Dolphins (1º)  |
| Levski Lukoil (1º)            | Dinamo Tbilisi (1º)           | Šiauliai (5º)                    | Fribourg Olympic (1º)     |

Notas
- Los números entre paréntesis representan las posiciones de los equipos en sus respectivas ligas domésticas.
- Se indica con (C) el actual campeón de la competición.
- Se indica con (CEF) el actual campeón de la Copa Europea de la FIBA.

## Calendario de partidos y sorteos
El calendario de la competición es el siguiente (Todos los sorteos se efectuarán en la sede de la FIBA en Mies, Suiza, a menos que se diga lo contrario):
| Fase                   | Ronda                       | Día del sorteo         | Primera vuelta              | Segunda vuelta              |
| ---------------------- | --------------------------- | ---------------------- | --------------------------- | --------------------------- |
| Rondas clasificatorias | Primera fase clasificatoria | 11 de julio de 2018    | 20-21 de septiembre de 2018 | 22-24 de septiembre de 2018 |
| Rondas clasificatorias | Segunda fase clasificatoria | 11 de julio de 2018    | 25-26 de septiembre de 2018 | 27-29 de septiembre de 2018 |
| Rondas clasificatorias | Tercera fase clasificatoria | 11 de julio de 2018    | 1-2 de octubre de 2018      | 4 de octubre de 2018        |
| Fase de grupos         | Jornada 1                   | 11 de julio de 2018    | 9-10 de octubre de 2018     | 9-10 de octubre de 2018     |
| Fase de grupos         | Jornada 2                   | 11 de julio de 2018    | 16-17 de octubre de 2018    | 16-17 de octubre de 2018    |
| Fase de grupos         | Jornada 3                   | 11 de julio de 2018    | 23-24 de octubre de 2018    | 23-24 de octubre de 2018    |
| Fase de grupos         | Jornada 4                   | 11 de julio de 2018    | 30-31 de octubre de 2018    | 30-31 de octubre de 2018    |
| Fase de grupos         | Jornada 5                   | 11 de julio de 2018    | 6-7 de noviembre de 2018    | 6-7 de noviembre de 2018    |
| Fase de grupos         | Jornada 6                   | 11 de julio de 2018    | 13-14 de noviembre de 2018  | 13-14 de noviembre de 2018  |
| Fase de grupos         | Jornada 7                   | 11 de julio de 2018    | 20-21 de noviembre de 2018  | 20-21 de noviembre de 2018  |
| Fase de grupos         | Jornada 8                   | 11 de julio de 2018    | 11-12 de diciembre de 2018  | 11-12 de diciembre de 2018  |
| Fase de grupos         | Jornada 9                   | 11 de julio de 2018    | 18-19 de diciembre de 2018  | 18-19 de diciembre de 2018  |
| Fase de grupos         | Jornada 10                  | 11 de julio de 2018    | 8-9 de enero de 2019        | 8-9 de enero de 2019        |
| Fase de grupos         | Jornada 11                  | 11 de julio de 2018    | 15-16 de enero de 2019      | 15-16 de enero de 2019      |
| Fase de grupos         | Jornada 12                  | 11 de julio de 2018    | 22-23 de enero de 2019      | 22-23 de enero de 2019      |
| Fase de grupos         | Jornada 13                  | 11 de julio de 2018    | 29-30 de enero de 2019      | 29-30 de enero de 2019      |
| Fase de grupos         | Jornada 14                  | 11 de julio de 2018    | 5-6 de febrero de 2019      | 5-6 de febrero de 2019      |
| Play-offs              | Octavos de final            |                        | 5-6 de marzo de 2019        | 12-13 de marzo de 2019      |
| Play-offs              | Cuartos de final            | 26-27 de marzo de 2019 | 2-3 de abril de 2019        |                             |
| Final Four             | Semifinales                 |                        | 3 de mayo de 2019           | 3 de mayo de 2019           |
| Final Four             | Final                       | 5 de mayo de 2019      | 5 de mayo de 2019           |                             |

## Fases previas
El sorteo para las fase previas fue el 11 de julio de 2018.
En las fases clasificatorias, los equipos son divididos en cabezas y no cabezas de serie, con base en los coeficientes de club, luego son sorteadas las eliminatorias de ida y vuelta. Los equipos del mismo país no puedes ser emparejados entre sí. Los perdedores acceden a la fase regular de la Copa Europea de la FIBA 2018-19.
Los equipos en la primera columna son aquellos que definen la serie como local.

### Primera fase de clasificación
Un total de 24 equipos jugaron la primera fase. La ida se jugó el 20 y 21 de septiembre y la vuelta el 22 y 24 de septiembre de 2018.
| Equipo 1               | Agr.    | Equipo 2              | Ida   | Vuelta |
| ---------------------- | ------- | --------------------- | ----- | ------ |
| Bakken Bears           | 193–161 | Leicester Riders      | 90–77 | 103–84 |
| Avtodor Saratov        | 165–167 | Fribourg Olympic      | 89–89 | 76–78  |
| Telenet Giants Antwerp | 159–129 | Petrolina AEK Larnaca | 83–74 | 76–55  |
| Aris                   | 182–118 | Dinamo Tbilisi        | 90–64 | 92–54  |
| Movistar Estudiantes   | 143–133 | Norrköping Dolphins   | 74–62 | 69–71  |
| Oradea                 | 158–167 | Karhu                 | 84–87 | 74–80  |
| Szolnoki Olaj          | 139–159 | Red October Cantù     | 68–69 | 71–90  |
| Proximus Spirou        | 146–135 | Hapoel SP Tel Aviv    | 73–76 | 73–59  |
| Lukoil Levski          | 170–144 | Šiauliai              | 91–79 | 79–65  |
| Tsmoki-Minsk           | 151–160 | Polski Cukier Toruń   | 61–87 | 90–73  |
| Nizhny Novgorod        | 178–134 | Porto                 | 86–85 | 92–49  |
| Donar                  | 144–139 | Z-Mobile Prishtina    | 64–84 | 80–55  |

### Segunda fase de clasificación
Un total de 12 equipos jugaron la segunda fase. La ida se jugó el 25 y 26 de septiembre y la vuelta entre el 27 y el 30 de septiembre de 2018.
| Equipo 1               | Agr.    | Equipo 2            | Ida   | Vuelta |
| ---------------------- | ------- | ------------------- | ----- | ------ |
| Telenet Giants Antwerp | 184–170 | Red October Cantù   | 84–76 | 100–94 |
| Movistar Estudiantes   | 137–144 | Polski Cukier Toruń | 68–60 | 69–84  |
| Karhu                  | 181–167 | Lukoil Levski       | 93–88 | 88–79  |
| Bakken Bears           | 130–133 | Proximus Spirou     | 61–59 | 69–74  |
| Aris                   | 116–125 | Nizhny Novgorod     | 65–63 | 51–62  |
| Fribourg Olympic       | 151–144 | Donar               | 72–67 | 79–77  |

### Tercera fase de clasificación
Después del retiro de Eskişehir, un total de 10 equipos jugaron la tercera fase: cinco equipos que entran en esta ronda y cinco de los seis ganadores de la segunda fase de clasificación. El ganador del juego 13 (Telenet Giants Antwerp) calificó directamente para la temporada regular sin jugar esta ronda. La ida se jugó el 1 de octubre y la vuelta se jugó el 4 de octubre de 2018.
| Equipo 1           | Agr.    | Equipo 2            | Ida   | Vuelta |
| ------------------ | ------- | ------------------- | ----- | ------ |
| Sakarya Büyükşehir | 137–163 | Fribourg Olympic    | 85–87 | 52–76  |
| Nanterre 92        | 182–112 | Karhu               | 91–54 | 91–58  |
| UCAM Murcia        | 149–144 | Proximus Spirou     | 71–62 | 78–82  |
| JIP Pardubice      | 141–177 | Nizhny Novgorod     | 84–92 | 57–85  |
| medi Bayreuth      | 159–146 | Polski Cukier Toruń | 73–73 | 86–73  |

## Fase de grupos
El sorteo de la fase regular se realizó el 11 de julio de 2018.
Los 32 equipos fueron sorteados en cuatro grupos de ocho, con la restricción de que los equipos del mismo país no podían enfrentarse entre sí. En cada grupo, los equipos juegan todos contra todos en un formato de liga de ida y vuelta. Los ganadores de grupo, los segundos, los terceros y los cuartos avanzan a los Playoffs, mientras que los quintos y los sextos clasificados entran en los Playoffs de la Copa Europea de la FIBA 2018-19.

### Grupo A
| Pos. | Equipo                     | PJ | G  | P  | PF   | PC   | DP   | Pts | Clasificación                                  |       | MUR   | BAN   | NIZ   | MSB   | AVE     | VEN   | ANW     | LUD   |
| ---- | -------------------------- | -- | -- | -- | ---- | ---- | ---- | --- | ---------------------------------------------- | ----- | ----- | ----- | ----- | ----- | ------- | ----- | ------- | ----- |
| 1    | UCAM Murcia (A)            | 14 | 13 | 1  | 1080 | 945  | +135 | 27  | Avanzan a los Playoffs                         |       | —     | 86–71 | 94–90 | 74–62 | 72–69   | 91–85 | 78–70   | 73–47 |
| 2    | Banvit (A)                 | 14 | 9  | 5  | 1149 | 1073 | +76  | 23  | Avanzan a los Playoffs                         |       | 62–63 | —     | 78–60 | 96–67 | 96–88   | 78–63 | 75–68   | 89–76 |
| 3    | Nizhny Novgorod (A)        | 14 | 7  | 7  | 1117 | 1077 | +40  | 21  | Avanzan a los Playoffs                         |       | 51–72 | 72–75 | —     | 85–71 | 93–100  | 82–73 | 86–62   | 74–76 |
| 4    | Le Mans Sarthe (A)         | 14 | 7  | 7  | 1057 | 1066 | −9   | 21  | Avanzan a los Playoffs                         |       | 71–80 | 85–71 | 89–74 | —     | 74–77   | 91–76 | 88–79   | 64–54 |
| 5    | Sidigas Scandone (Q)       | 14 | 7  | 7  | 1160 | 1177 | −17  | 21  | Transferidos a los Playoffs de la Copa Europea |       | 57–63 | 99–95 | 71–92 | 68–81 | —       | 74–88 | 106–102 | 82–76 |
| 6    | Ventspils (Q)              | 14 | 6  | 8  | 1142 | 1178 | −36  | 20  | Transferidos a los Playoffs de la Copa Europea |       | 61–67 | 86–80 | 75–80 | 88–77 | 106–102 | —     | 78–99   | 93–92 |
| 7    | Anwil Włocławek (E)        | 14 | 4  | 10 | 1103 | 1164 | −61  | 18  |                                                |       | 68–87 | 84–95 | 82–93 | 76–64 | 62–72   | 84–71 | —       | 74–87 |
| 8    | MHP Riesen Ludwigsburg (E) | 14 | 3  | 11 | 1035 | 1163 | −128 | 17  |                                                | 81–80 | 76–88 | 59–85 | 68–73 | 77–96 | 81–99   | 85–93 | —       |       |

 Fuente: Basketball Champions League

### Grupo B
| Pos. | Equipo                   | PJ | G  | P  | PF   | PC   | DP   | Pts | Clasificación                                  |       | TFE   | VEN   | NAN   | PAOK  | HOL     | BONN   | FRI   | OPA    |
| ---- | ------------------------ | -- | -- | -- | ---- | ---- | ---- | --- | ---------------------------------------------- | ----- | ----- | ----- | ----- | ----- | ------- | ------ | ----- | ------ |
| 1    | Iberostar Tenerife (A)   | 14 | 12 | 2  | 1164 | 945  | +219 | 26  | Avanzan a los Playoffs                         |       | —     | 78–80 | 79–68 | 65–66 | 84–52   | 87–68  | 91–68 | 97–38  |
| 2    | Umana Reyer Venezia (A)  | 14 | 10 | 4  | 1170 | 1096 | +74  | 24  | Avanzan a los Playoffs                         |       | 65–72 | —     | 87–99 | 69–59 | 111–104 | 69–73  | 72–62 | 102–81 |
| 3    | Nanterre 92 (A)          | 14 | 8  | 6  | 1159 | 1046 | +113 | 22  | Avanzan a los Playoffs                         |       | 58–75 | 80–89 | —     | 79–70 | 70–82   | 103–56 | 96–87 | 110–64 |
| 4    | PAOK (A)                 | 14 | 8  | 6  | 1127 | 1036 | +91  | 22  | Avanzan a los Playoffs                         |       | 77–85 | 77–76 | 83–82 | —     | 92–77   | 95–100 | 92–61 | 93–43  |
| 5    | Hapoel Unet Holon (Q)    | 14 | 7  | 7  | 1145 | 1117 | +28  | 21  | Transferidos a los Playoffs de la Copa Europea |       | 77–88 | 69–70 | 62–74 | 72–68 | —       | 94–74  | 93–69 | 88–72  |
| 6    | Telekom Baskets Bonn (Q) | 14 | 6  | 8  | 1120 | 1181 | −61  | 20  | Transferidos a los Playoffs de la Copa Europea |       | 92–99 | 84–94 | 57–81 | 94–77 | 91–83   | —      | 63–70 | 114–77 |
| 7    | Fribourg Olympic (E)     | 14 | 3  | 11 | 1057 | 1184 | −127 | 17  |                                                |       | 66–72 | 86–96 | 81–92 | 64–84 | 90–95   | 79–83  | —     | 97–79  |
| 8    | Opava (E)                | 14 | 2  | 12 | 952  | 1289 | −337 | 16  |                                                | 70–92 | 72–90 | 74–67 | 69–94 | 64–97 | 73–71   | 76–77  | —     |        |

 Fuente: Basketball Champions League

### Grupo C
| Pos. | Equipo                          | PJ | G  | P  | PF   | PC   | DP   | Pts | Clasificación                                  |       | AEK    | JER    | BRO    | ANT   | LIE   | JDA   | NYM   | FUE    |
| ---- | ------------------------------- | -- | -- | -- | ---- | ---- | ---- | --- | ---------------------------------------------- | ----- | ------ | ------ | ------ | ----- | ----- | ----- | ----- | ------ |
| 1    | AEK Athens (A)                  | 14 | 12 | 2  | 1133 | 1034 | +99  | 26  | Avanzan a los Playoffs                         |       | —      | 75–79  | 93–86  | 77–76 | 65–59 | 80–56 | 80–76 | 78–71  |
| 2    | Hapoel Bank Yahav Jerusalem (A) | 14 | 12 | 2  | 1265 | 1093 | +172 | 26  | Avanzan a los Playoffs                         |       | 70–83  | —      | 103–89 | 92–72 | 81–67 | 86–72 | 88–64 | 91–77  |
| 3    | Brose Bamberg (A)               | 14 | 9  | 5  | 1152 | 1136 | +16  | 23  | Avanzan a los Playoffs                         |       | 77–73  | 85–88  | —      | 82–78 | 82–77 | 73–64 | 78–71 | 88–89  |
| 4    | Telenet Giants Antwerp (A)      | 14 | 7  | 7  | 1120 | 1099 | +21  | 21  | Avanzan a los Playoffs                         |       | 64–71  | 101–89 | 76–85  | —     | 70–64 | 67–63 | 85–72 | 102–78 |
| 5    | Lietkabelis (Q)                 | 14 | 5  | 9  | 1073 | 1107 | −34  | 19  | Transferidos a los Playoffs de la Copa Europea |       | 65–84  | 70–97  | 84–67  | 87–91 | —     | 78–62 | 97–86 | 78–67  |
| 6    | JDA Dijon (Q)                   | 14 | 4  | 10 | 1058 | 1118 | −60  | 18  | Transferidos a los Playoffs de la Copa Europea |       | 80–90  | 83–85  | 97–101 | 61–80 | 99–91 | —     | 74–63 | 85–87  |
| 7    | ČEZ Nymburk (E)                 | 14 | 4  | 10 | 1097 | 1183 | −86  | 18  |                                                |       | 93–94  | 80–111 | 78–84  | 82–74 | 78–71 | 78–89 | —     | 104–87 |
| 8    | Montakit Fuenlabrada (E)        | 14 | 3  | 11 | 1082 | 1210 | −128 | 17  |                                                | 82–90 | 75–105 | 65–75  | 96–84  | 78–85 | 59–73 | 71–72 | —     |        |

 Fuente: Basketball Champions League

### Grupo D
| Pos. | Equipo                       | PJ | G  | P  | PF   | PC   | DP   | Pts | Clasificación                                  |       | BOL   | BJK   | NEP    | PRO   | SIG    | OST   | BAY   | OLI   |
| ---- | ---------------------------- | -- | -- | -- | ---- | ---- | ---- | --- | ---------------------------------------------- | ----- | ----- | ----- | ------ | ----- | ------ | ----- | ----- | ----- |
| 1    | Virtus Segafredo Bologna (A) | 14 | 10 | 4  | 1203 | 1099 | +104 | 24  | Avanzan a los Playoffs                         |       | —     | 70–71 | 83–78  | 98–91 | 87–81  | 89–60 | 74–67 | 87–84 |
| 2    | Beşiktaş Sompo Japan (A)     | 14 | 9  | 5  | 1089 | 1064 | +25  | 23  | Avanzan a los Playoffs                         |       | 90–94 | —     | 77–70  | 96–74 | 71–78  | 80–71 | 74–90 | 94–84 |
| 3    | Neptūnas (A)                 | 14 | 8  | 6  | 1166 | 1130 | +36  | 22  | Avanzan a los Playoffs                         |       | 88–85 | 78–63 | —      | 82–83 | 92–83  | 77–79 | 83–73 | 82–74 |
| 4    | Promitheas (A)               | 14 | 8  | 6  | 1143 | 1150 | −7   | 22  | Avanzan a los Playoffs                         |       | 85–95 | 80–72 | 69–82  | —     | 77–64  | 84–88 | 95–83 | 79–77 |
| 5    | SIG Strasbourg (Q)           | 14 | 8  | 6  | 1090 | 1085 | +5   | 22  | Transferidos a los Playoffs de la Copa Europea |       | 83–80 | 64–69 | 80–90  | 83–78 | —      | 61–64 | 67–63 | 81–73 |
| 6    | Filou Oostende (Q)           | 14 | 7  | 7  | 1071 | 1119 | −48  | 21  | Transferidos a los Playoffs de la Copa Europea |       | 77–76 | 66–73 | 91–89  | 84–93 | 94–100 | —     | 82–62 | 73–79 |
| 7    | medi Bayreuth (E)            | 14 | 5  | 9  | 1084 | 1092 | −8   | 19  |                                                |       | 83–93 | 70–78 | 102–78 | 70–75 | 76–84  | 87–71 | —     | 82–71 |
| 8    | Petrol Olimpija (E)          | 14 | 1  | 13 | 1049 | 1156 | −107 | 15  |                                                | 61–92 | 75–81 | 88–97 | 76–80  | 71–81 | 69–71  | 67–76 | —     |       |

 Fuente: Basketball Champions League

## Playoffs
En los Playoffs, los equipos se enfrentan entre sí en un conjunto de eliminatorias de ida y vuelta, excepto en la Final Four (a un solo partido). En el sorteo, los ganadores de grupo y los segundos son considerados cabezas de serie y los terceros y cuartos son considerados no cabezas de serie. Los cabezas de serie se enfrentaran a los equipos no cabezas de serie, jugándose la vuelta en el campo de equipo cabeza de serie. Los equipos del mismo grupo o del mismo país no pueden ser agrupados en una misma eliminatoria. El equipo que terminó en mejor colocación jugará el segundo de los juegos de la serie en casa (L).
|  | Octavos de final | Octavos de final            | Octavos de final         | Octavos de final         |    |    | Cuartos de final            | Cuartos de final | Cuartos de final | Cuartos de final |  |                          | Semifinales              | Semifinales | Semifinales |                        |                        | Final              | Final         | Final |  |
|  |                  |                             |                          |                          |    |    |                             |                  |                  |                  |  |                          |                          |             |             |                        |                        |                    |               |       |  |
|  |                  |                             |                          |                          |    |    |                             |                  |                  |                  |  |                          |                          |             |             |                        |                        |                    |               |       |  |
|  |                  | Neptūnas                    | 74                       | 64                       |    |    |                             |                  |                  |                  |  |                          |                          |             |             |                        |                        |                    |               |       |  |
|  |                  |                             |                          |                          |    |    |                             |                  |                  |                  |  |                          |                          |             |             |                        |                        |                    |               |       |  |
|  | L                | Hapoel Bank Yahav Jerusalem | 86                       | 84                       |    |    |                             |                  |                  |                  |  |                          |                          |             |             |                        |                        |                    |               |       |  |
|  | L                | Hapoel Bank Yahav Jerusalem | 86                       | 84                       |    |    | Hapoel Bank Yahav Jerusalem | 75               | 64               |                  |  |                          |                          |             |             |                        |                        |                    |               |       |  |
|  |                  |                             |                          |                          |    |    |                             |                  |                  |                  |  |                          |                          |             |             |                        |                        |                    |               |       |  |
|  |                  |                             | L                        | Iberostar Tenerife       | 73 | 81 |                             |                  |                  |                  |  |                          |                          |             |             |                        |                        |                    |               |       |  |
|  |                  | Promitheas                  | L                        | Iberostar Tenerife       | 73 | 81 | 69                          | 57               |                  |                  |  |                          |                          |             |             |                        |                        |                    |               |       |  |
|  |                  |                             |                          |                          |    |    | 69                          | 57               |                  |                  |  |                          |                          |             |             |                        |                        |                    |               |       |  |
|  | L                | Iberostar Tenerife          | 57                       | 79                       |    |    |                             |                  |                  |                  |  |                          |                          |             |             |                        |                        |                    |               |       |  |
|  | L                | Iberostar Tenerife          | 57                       | 79                       |    |    |                             |                  |                  |                  |  | Iberostar Tenerife       | Iberostar Tenerife       | 70          |             |                        |                        |                    |               |       |  |
|  |                  |                             |                          |                          |    |    |                             |                  |                  |                  |  | Iberostar Tenerife       | Iberostar Tenerife       | 70          |             |                        |                        |                    |               |       |  |
|  |                  |                             | Telenet Giants Antwerp   | Telenet Giants Antwerp   | 54 |    |                             |                  |                  |                  |  |                          |                          |             |             |                        |                        |                    |               |       |  |
|  |                  | Nizhny Novgorod             | Telenet Giants Antwerp   | Telenet Giants Antwerp   | 54 | 95 | 66                          |                  |                  |                  |  |                          |                          |             |             |                        |                        |                    |               |       |  |
|  |                  |                             |                          |                          |    |    | 66                          |                  |                  |                  |  |                          |                          |             |             |                        |                        |                    |               |       |  |
|  | L                | Umana Reyer Venezia         | 72                       | 84                       |    |    |                             |                  |                  |                  |  |                          |                          |             |             |                        |                        |                    |               |       |  |
|  | L                | Umana Reyer Venezia         | 72                       | 84                       |    |    | Nizhny Novgorod             | 68               | 61               |                  |  |                          |                          |             |             |                        |                        |                    |               |       |  |
|  |                  |                             |                          |                          |    |    |                             |                  |                  |                  |  |                          |                          |             |             |                        |                        |                    |               |       |  |
|  |                  |                             | L                        | Telenet Giants Antwerp   | 83 | 66 |                             |                  |                  |                  |  |                          |                          |             |             |                        |                        |                    |               |       |  |
|  |                  | Telenet Giants Antwerp      | L                        | Telenet Giants Antwerp   | 83 | 66 | 75                          | 77               |                  |                  |  |                          |                          |             |             |                        |                        |                    |               |       |  |
|  |                  |                             |                          |                          |    |    | 75                          | 77               |                  |                  |  |                          |                          |             |             |                        |                        |                    |               |       |  |
|  | L                | UCAM Murcia                 | 67                       | 78                       |    |    |                             |                  |                  |                  |  |                          |                          |             |             |                        |                        |                    |               |       |  |
|  | L                | UCAM Murcia                 | 67                       | 78                       |    |    |                             |                  |                  |                  |  |                          |                          |             |             |                        | Iberostar Tenerife     | Iberostar Tenerife | 61            |       |  |
|  |                  |                             |                          |                          |    |    |                             |                  |                  |                  |  |                          |                          |             |             |                        | Iberostar Tenerife     | Iberostar Tenerife | 61            |       |  |
|  |                  |                             | Virtus Segafredo Bologna | Virtus Segafredo Bologna | 73 |    |                             |                  |                  |                  |  |                          |                          |             |             |                        |                        |                    |               |       |  |
|  |                  | Nanterre 92                 | Virtus Segafredo Bologna | Virtus Segafredo Bologna | 73 | 68 | 62                          |                  |                  |                  |  |                          |                          |             |             |                        |                        |                    |               |       |  |
|  |                  |                             |                          |                          |    |    | 62                          |                  |                  |                  |  |                          |                          |             |             |                        |                        |                    |               |       |  |
|  | L                | Beşiktaş Sompo Japan        | 59                       | 60                       |    |    |                             |                  |                  |                  |  |                          |                          |             |             |                        |                        |                    |               |       |  |
|  | L                | Beşiktaş Sompo Japan        | 59                       | 60                       |    |    | Nanterre 92                 | 83               | 58               |                  |  |                          |                          |             |             |                        |                        |                    |               |       |  |
|  |                  |                             |                          |                          |    |    |                             |                  |                  |                  |  |                          |                          |             |             |                        |                        |                    |               |       |  |
|  |                  |                             | L                        | Virtus Segafredo Bologna | 75 | 73 |                             |                  |                  |                  |  |                          |                          |             |             |                        |                        |                    |               |       |  |
|  |                  | Le Mans Sarthe              | L                        | Virtus Segafredo Bologna | 75 | 73 | 74                          | 58               |                  |                  |  |                          |                          |             |             |                        |                        |                    |               |       |  |
|  |                  |                             |                          |                          |    |    | 74                          | 58               |                  |                  |  |                          |                          |             |             |                        |                        |                    |               |       |  |
|  | L                | Virtus Segafredo Bologna    | 74                       | 81                       |    |    |                             |                  |                  |                  |  |                          |                          |             |             |                        |                        |                    |               |       |  |
|  | L                | Virtus Segafredo Bologna    | 74                       | 81                       |    |    |                             |                  |                  |                  |  | Virtus Segafredo Bologna | Virtus Segafredo Bologna | 67          |             |                        |                        |                    |               |       |  |
|  |                  |                             |                          |                          |    |    |                             |                  |                  |                  |  | Virtus Segafredo Bologna | Virtus Segafredo Bologna | 67          |             |                        |                        |                    |               |       |  |
|  |                  |                             | Brose Bamberg            | Brose Bamberg            | 50 |    |                             |                  |                  |                  |  |                          |                          |             |             |                        |                        |                    |               |       |  |
|  |                  | Brose Bamberg               | Brose Bamberg            | Brose Bamberg            | 50 | 81 | 88                          |                  |                  |                  |  |                          |                          |             |             |                        |                        |                    |               |       |  |
|  |                  |                             |                          |                          |    |    | 88                          |                  |                  |                  |  |                          |                          |             |             |                        |                        |                    |               |       |  |
|  | L                | Banvit                      | 79                       | 85                       |    |    |                             |                  |                  |                  |  |                          |                          |             |             |                        |                        |                    |               |       |  |
|  | L                | Banvit                      | 79                       | 85                       |    |    | Brose Bamberg               | 71               | 67               |                  |  |                          |                          |             |             |                        | Tercer puesto          | Tercer puesto      | Tercer puesto |       |  |
|  |                  |                             |                          |                          |    |    |                             |                  |                  |                  |  |                          |                          |             |             |                        | Tercer puesto          | Tercer puesto      | Tercer puesto |       |  |
|  |                  |                             | L                        | AEK Athens               | 67 | 69 |                             |                  |                  |                  |  |                          |                          |             |             |                        |                        |                    |               |       |  |
|  |                  | PAOK                        | L                        | AEK Athens               | 67 | 69 | 75                          | 63               |                  |                  |  |                          |                          |             |             | Telenet Giants Antwerp | Telenet Giants Antwerp | 72                 |               |       |  |
|  |                  |                             |                          |                          |    |    | 75                          | 63               |                  |                  |  |                          |                          |             |             | Telenet Giants Antwerp | Telenet Giants Antwerp | 72                 |               |       |  |
|  | L                | AEK Athens                  | 84                       | 62                       |    |    |                             |                  |                  |                  |  |                          |                          |             |             |                        |                        | Brose Bamberg      | Brose Bamberg | 58    |  |
|  | L                | AEK Athens                  | 84                       | 62                       |    |    |                             |                  |                  |                  |  |                          |                          |             |             |                        |                        | Brose Bamberg      | Brose Bamberg | 58    |  |
|  |                  |                             |                          |                          |    |    |                             |                  |                  |                  |  |                          |                          |             |             |                        |                        |                    |               |       |  |

### Octavos de final
Los partidos de ida se jugaron el 6 y 7 de marzo y los partidos de vuelta del 12 y 13 de marzo de 2019.
| Equipo 1                    | Agr.    | Equipo 2               | Ida   | Vuelta |
| --------------------------- | ------- | ---------------------- | ----- | ------ |
| Umana Reyer Venezia         | 156–161 | Nizhny Novgorod        | 72–95 | 84–66  |
| AEK Athens                  | 146–138 | PAOK                   | 84–75 | 62–63  |
| Virtus Segafredo Bologna    | 155–132 | Le Mans Sarthe         | 74–74 | 81–58  |
| Hapoel Bank Yahav Jerusalem | 170–138 | Neptūnas               | 86–74 | 84–64  |
| Iberostar Tenerife          | 136–126 | Promitheas             | 57–69 | 79–57  |
| UCAM Murcia                 | 145–152 | Telenet Giants Antwerp | 67–75 | 78–77  |
| Beşiktaş Sompo Japan        | 119–130 | Nanterre 92            | 59–68 | 60–62  |
| Banvit                      | 164–169 | Brose Bamberg          | 79–81 | 85–88  |

### Cuartos de final
Los partidos de ida se jugaron el 27 de marzo y los partidos de vuelta del 3 de abril de 2019.
| Equipo 1                 | Agr.    | Equipo 2                    | Ida   | Vuelta |
| ------------------------ | ------- | --------------------------- | ----- | ------ |
| AEK Athens               | 136–138 | Brose Bamberg               | 67–71 | 69–67  |
| Telenet Giants Antwerp   | 149–129 | Nizhny Novgorod             | 83–68 | 66–61  |
| Iberostar Tenerife       | 154–139 | Hapoel Bank Yahav Jerusalem | 73–75 | 81–64  |
| Virtus Segafredo Bologna | 148–141 | Nanterre 92                 | 75–83 | 73–58  |

## Final Four
La Final Four se disputó en el Sportpaleis (18 500 espectadores) de la ciudad de Amberes (Bélgica), en el fin de semana del 3 al 5 de mayo de 2019.

### Semifinales
Los emparejamientos de semifinales fueron sorteados el día 5 de abril.
| 3 de mayo de 2019 - 18:30 (CET) Semifinal 1 | Virtus Segafredo Bologna                  | 67–50                | Brose Bamberg                            | Amberes                                                                                                |  |
|                                             | Parciales: 22–11, 20–17, 11–11, 14–11     |                      |                                          | |  |
|                                             | Estadísticas Punter 21 Moreira 9 Taylor 5 | Reporte Pts Reb Asts | Estadísticas 21 Rice 9 Alexander 2 Zisis | Pabellón: Sportpaleis Árbitros: Yohan Rosso Martins Kozlovskis Oskars Lucis Televisión: LiveBasketball |  |

| 3 de mayo de 2019 - 21:15 (CET) Semifinal 2 | Iberostar Tenerife                             | 70–54                | Telenet Giants Antwerp                        | Amberes |  |
|                                             | Parciales: 12–20, 19–6, 16–16, 23–12           |                      |                                               | |  |
|                                             | Estadísticas Brussino 17 Gillet 6 San Miguel 8 | Reporte Pts Reb Asts | Estadísticas 13 Tate, Kalinoski 10 Bako 4 Lee | Pabellón: Sportpaleis Árbitros: Aleksandar Glisic Georgios Poursanidis Ademir Zurapovic Televisión: LiveBasketball |  |

### Partido por el tercer puesto
| 5 de mayo de 2019 - 15:00 (CET) 3 y 4 puesto | Brose Bamberg                             | 58–72                | Telenet Giants Antwerp            | Amberes                                                                                                   |  |
|                                              | Parciales: 18–15, 8–22, 16–14, 16–21      |                      |                                   | |  |
|                                              | Estadísticas Olinde 12 Rubit 10 Hickman 5 | Reporte Pts Reb Asts | Estadísticas 16 Tate 7 Tate 5 Lee | Pabellón: Sportpaleis Árbitros: Aleksandar Glisic Sergiy Zashchuk Yener Yılmaz Televisión: LiveBasketball |  |

### Final
| 5 de mayo de 2019 - 18:00 (CET) Final | Virtus Segafredo Bologna                 | 73–61                | Iberostar Tenerife                            | Amberes |  |
|                                       | Parciales: 20–8, 18–16, 20–20, 15–17     |                      |                                               | |  |
|                                       | Estadísticas Punter 26 Punter 7 Taylor 5 | Reporte Pts Reb Asts | Estadísticas 18 Abromaitis 9 Iverson 3 Beirán | Pabellón: Sportpaleis Árbitros: Yohan Rosso Mārtiņš Kozlovskis Georgios Poursanidis Televisión: LiveBasketball |  |

| Quinteto inicial:   | Quinteto inicial: | Quinteto inicial:      | Pts | Reb | As | Min   |
| ------------------- | ----------------- | ---------------------- | --- | --- | -- | ----- |
| B                   | 7                 | Tony Taylor            | 4   | 3   | 5  | 22:58 |
| E                   | 0                 | Kevin Punter           | 26  | 7   | 1  | 27:25 |
| A                   | 1                 | Kelvin Martin          | 2   | 2   | 1  | 17:12 |
| AP                  | 24                | Amath M'Baye           | 16  | 3   | 0  | 29:16 |
| P                   | 2                 | Yanick Moreira         | 4   | 4   | 0  | 21:26 |
| Suplentes:          | Suplentes:        | Suplentes:             | Pts | Reb | As | Min   |
| B                   | 6                 | Alessandro Pajola      | –   | –   | –  | –     |
| AP                  | 8                 | Filippo Baldi Rossi    | 0   | 2   | 0  | 10:44 |
| B                   | 9                 | Alessandro Cappelletti | –   | –   | –  | –     |
| P                   | 11                | Dejan Kravić           | 4   | 5   | 0  | 17:40 |
| B                   | 15                | Mario Chalmers         | 8   | 2   | 2  | 19:02 |
| E                   | 21                | Pietro Aradori         | 9   | 1   | 1  | 23:42 |
| B                   | 25                | David Cournooh         | 0   | 1   | 0  | 10:35 |
| Entrenador:         |                   |                        |     |     |    |       |
| Aleksandar Đorđević |                   |                        |     |     |    |       |

| Quinteto inicial: | Quinteto inicial: | Quinteto inicial:     | Pts | Reb | As | Min   |
| ----------------- | ----------------- | --------------------- | --- | --- | -- | ----- |
| B                 | 00                | Rodrigo San Miguel    | 3   | 2   | 1  | 22:33 |
| E                 | 1                 | Lucca Staiger         | 3   | 1   | 0  | 12:11 |
| A                 | 9                 | Nicolás Brussino      | 2   | 1   | 0  | 18:41 |
| AP                | 21                | Tim Abromaitis        | 18  | 8   | 2  | 25:37 |
| P                 | 4                 | Colton Iverson        | 11  | 9   | 0  | 26:34 |
| Suplentes:        | Suplentes:        | Suplentes:            | Pts | Reb | As | Min   |
| B                 | 5                 | Nicolás Richotti      | –   | –   | –  | –     |
| P                 | 7                 | Mamadou Niang         | 2   | 4   | 1  | 06:56 |
| B                 | 10                | Ferrán Bassas         | 5   | 2   | 2  | 20:27 |
| P                 | 11                | Sebas Saiz            | 1   | 2   | 0  | 03:21 |
| AP                | 31                | Pierre-Antoine Gillet | 3   | 2   | 2  | 17:32 |
| A                 | 33                | Javier Beirán         | 9   | 7   | 3  | 30:07 |
| B                 | 34                | Davin White           | 4   | 0   | 0  | 16:01 |
| Entrenador:       |                   |                       |     |     |    |       |
| Txus Vidorreta    |                   |                       |     |     |    |       |

| Quinteto inicial:   | Quinteto inicial: | Quinteto inicial:      | Pts | Reb | As | Min   |
| ------------------- | ----------------- | ---------------------- | --- | --- | -- | ----- |
| B                   | 7                 | Tony Taylor            | 4   | 3   | 5  | 22:58 |
| E                   | 0                 | Kevin Punter           | 26  | 7   | 1  | 27:25 |
| A                   | 1                 | Kelvin Martin          | 2   | 2   | 1  | 17:12 |
| AP                  | 24                | Amath M'Baye           | 16  | 3   | 0  | 29:16 |
| P                   | 2                 | Yanick Moreira         | 4   | 4   | 0  | 21:26 |
| Suplentes:          | Suplentes:        | Suplentes:             | Pts | Reb | As | Min   |
| B                   | 6                 | Alessandro Pajola      | –   | –   | –  | –     |
| AP                  | 8                 | Filippo Baldi Rossi    | 0   | 2   | 0  | 10:44 |
| B                   | 9                 | Alessandro Cappelletti | –   | –   | –  | –     |
| P                   | 11                | Dejan Kravić           | 4   | 5   | 0  | 17:40 |
| B                   | 15                | Mario Chalmers         | 8   | 2   | 2  | 19:02 |
| E                   | 21                | Pietro Aradori         | 9   | 1   | 1  | 23:42 |
| B                   | 25                | David Cournooh         | 0   | 1   | 0  | 10:35 |
| Entrenador:         |                   |                        |     |     |    |       |
| Aleksandar Đorđević |                   |                        |     |     |    |       |

| Quinteto inicial: | Quinteto inicial: | Quinteto inicial:     | Pts | Reb | As | Min   |
| ----------------- | ----------------- | --------------------- | --- | --- | -- | ----- |
| B                 | 00                | Rodrigo San Miguel    | 3   | 2   | 1  | 22:33 |
| E                 | 1                 | Lucca Staiger         | 3   | 1   | 0  | 12:11 |
| A                 | 9                 | Nicolás Brussino      | 2   | 1   | 0  | 18:41 |
| AP                | 21                | Tim Abromaitis        | 18  | 8   | 2  | 25:37 |
| P                 | 4                 | Colton Iverson        | 11  | 9   | 0  | 26:34 |
| Suplentes:        | Suplentes:        | Suplentes:            | Pts | Reb | As | Min   |
| B                 | 5                 | Nicolás Richotti      | –   | –   | –  | –     |
| P                 | 7                 | Mamadou Niang         | 2   | 4   | 1  | 06:56 |
| B                 | 10                | Ferrán Bassas         | 5   | 2   | 2  | 20:27 |
| P                 | 11                | Sebas Saiz            | 1   | 2   | 0  | 03:21 |
| AP                | 31                | Pierre-Antoine Gillet | 3   | 2   | 2  | 17:32 |
| A                 | 33                | Javier Beirán         | 9   | 7   | 3  | 30:07 |
| B                 | 34                | Davin White           | 4   | 0   | 0  | 16:01 |
| Entrenador:       |                   |                       |     |     |    |       |
| Txus Vidorreta    |                   |                       |     |     |    |       |

| Campeón BCL 2018-19                 |
| ----------------------------------- |
| Virtus Segafredo Bologna 1.º título |